# Алексєєв Сергій Сергійович
Алексє́єв Сергій Сергійович (28 липня 1924, Орел — 12 травня 2013, Санкт-Петербург) — російський правознавець, доктор юридичних наук, професор, член-кореспондент РАН (1991); член-кореспондент АН СРСР з 1987 р.
Іноземний член Національної академії правових наук України.
Праці з загальної теорії права, з цивільного права. Лауреат Державної премії СРСР (1977). Заслужений діяч науки РРФСР. Перший лауреат вищої юридичної премії Росії «Юрист року» (2009). Творець і перший директор Інституту філософії та права УрВ РАН.
С. С. Алексєєв нагороджений орденами «Знак Пошани», Вітчизняної війни, «За заслуги перед Вітчизною III ступеня», медалями, а також Демидівською премієюru.
Вважається — поряд з А. О. Собчаком і С.М. Шахраєм — одним із трьох безпосередніх основних авторів тексту чинної Конституції Російської Федерації.

## Військова служба
Учасник Німецько-радянської війни. Воював на Волховському, Ленінградському, Карельському фронтах, в Заполяр'ї.

## Освіта і науково-педагогічна діяльність
Закінчив Свердловський юридичний інститутУральська державна юридична академія, аспірантуру цього інституту. У 1952 році захистив кандидатську дисертацію на тему «Акцептна форма розрахунків між соціалістичними організаціями за радянським цивільним правом». З того ж року асистент, а потім старший викладач. З 1954 р. — доцент кафедри цивільного права Свердловського юридичного інституту. 1960 року захистив докторську дисертацію за темою «Предмет радянського соціалістичного цивільного права». У 1961–1988 роках — завідувач кафедри теорії держави і права Свердловського юридичного інституту. В 1962 році присвоєно звання професора. В 1988–1995 рр. — директор Інституту філософії та права Уральського відділення АН СРСР (згодом — РАН), один із творців цієї наукової установи.
С. С. Алексєєв — основоположник уральської наукової школи цивільного права, однієї з найавторитетніших у Росії; автор понад 400 друкованих праць, у тому числі понад 40 книг. Уже в його ранніх цивілістичних роботах поряд із конкретними рекомендаціями щодо вдосконалення договірних зв'язків та цивільного законодавства простежується постановка загальних проблем теорії права. В наступні роки С. С. Алексєєв видав фундаментальні монографії, підручники й численні статті з теорії права та держави, завоювавши загальне визнання як видатний теоретик права.

## Дослідницький центр приватного права
З жовтня — листопада 1991 р. головним напрямком діяльності для С. С. Алексєєва стала організація дослідницького центру приватного права. Такий центр був організований на базі Комітету конституційного нагляду СРСР розпорядженням М. С. Горбачова, а в липні 1992 р. указом Б. М. Єльцина перетворений на Дослідницький центр приватного права при Президентові РФ. У 1991–1995 рр. Алексеєв був головою Ради Дослідницького центру приватного права.
Починаючи з середини 1990-х років С. С. Алексєєв був науковим керівником федеральної програми «Відновлення та розвиток приватного права в Росії».
С. С. Алексєєв був почесним професором Уральської державної юридичної академії, почесним доктором (honoris causa) Університету Париж XII Валь-де-Марн (2000), головою Наукової ради Інституту приватного права в Єкатеринбурзі, заступником голови Ради Дослідницького центру приватного права, головою Вченої ради Уральського відділення Російської школи приватного права.

## Проект Конституції і Президентська рада
Наприкінці 1991 р. став членом робочої групи Російського руху демократичних реформ з підготовки проекту Конституції Росії, що отримав в пресі назву Альтернативного проекту. Ці напрацювання почасти були використані в 1993 р., коли С. С. Алексєєва було залучено до роботи над «президентським» проектом Конституції РФ. Слід зазначити, що у своїй праці «Уроки: Тяжкий шлях Росії до права» (рос. Уроки: Тяжкий путь России к праву) та ін. С. С. Алексєєв висловлювався про цей період з деякою часткою гіркоти, оскільки ключові ідеї Альтернативного проекту в остаточному проекті Конституції РФ не були реалізовані.
1993 року він призначається членом Президентської ради, а потім і Комісії з прав людини при Президентові Росії. Проте, за два роки вийшов з їх складу у зв'язку з початком активних бойових дій у Чечні.
Саме з ініціативи та за підтримки Алексєєва на початку 1990-х були прийняті рішення про скасування прописки і про юридичну нікчемність «таємних» актів.

## Після депутатства
Повернувшись до Єкатеринбурга, Алексєєв присвятив себе науковій і популяризаторській роботі, очоливши Інститут приватного права і створивши ряд навчальних посібників для студентів і школярів.

## Основні праці(рос.)
- Гражданское право в период развернутого строительства коммунизма / Алексеев С. С. — М.: Госюриздат, 1962. — 283 c.
- Проблемы теории права: Курс лекций в двух томах. — Свердловск, 1972—1973.
  - Т. 1. Основные вопросы общей теории социалистического права / Науч. ред. Р. К. Русинов; Отв. за вып. В. М. Семенов; Министерство высшего и среднего специального образования РСФСР. Свердловский юридический институт. — Свердловск, 1972. — 396 с.
  - Т. 2. Нормативные юридические акты; Применение права; Юридическая наука / С. С. Алексеев; Науч. ред. Р. К. Русинов; Отв. за вып. В. М. Семенов; Министерство высшего и среднего специального образования РСФСР. Свердловский юридический институт. — Свердловск, 1973. — 402 с.
- Правовое государство — судьба социализма: Науч.-публицист. очерк / С. С. Алексеев. — М.: Юрид. лит., 1988. — 174 с. ISBN 5-7260-0176-1
- Теория права / Алексеев С. С. — М., 1993; 1994; 1995
- Уроки: Тяжкий путь России к праву / Алексеев С. С. — М.: Юрист, 1997. — 326 с. ISBN 5-7975-0012-4
- Самое святое, что есть у Бога на земле. Иммануил Кант и проблемы права в современную эпоху / Алексеев С. С. — М.: Инфра-М, 1998. — 410 с. ISBN 5-89123-265-0
- Философия права: История и современность, проблемы, тенденции, перспективы / Алексеев С. С. — М.: Норма, 1999. — 329 с. ISBN 5-89123-149-2
- Право на пороге нового тысячелетия: некоторые тенденции мирового правового развития — надежда и драма современной эпохи / Алексеев С. С. — М.: Статут, 2000. — 256 с. ISBN 5-8354-0045-4
- Восхождение к праву: Поиски и решения / Алексеев С. С. — М.: Норма, 2001. — 748 с. ISBN 5-89123-536-6
- Право собственности. Проблемы теории / Алексеев С. С. — М.: Норма, 2007. — 240 с. ISBN 978-5-468-00057-1
- Собрание сочинений: в 10 т. / С. С. Алексеев. — М.: Статут, 2010.

## Нагороди та звання
- Орден «За заслуги перед Вітчизною» III ступеня (7 липня 2003) — «за великий унесок у розвиток цивільного законодавства та багаторічну наукову діяльність»[7]
- Орден Дружби народів (26 липня 1994) — «за активну участь у становленні російської державності, великий внесок у розвиток юридичної науки та підготовку висококваліфікованих кадрів юристів»[8]
- Орден Вітчизняної війни II ступеня (6 квітня 1985) — «за хоробрість, стійкість і мужність, проявлені в боротьбі з німецько-фашистськими загарбниками, і на відзначення 40-річчя перемоги радянського народу у Великій Вітчизняній війні 1941—1945 років»
- Орден «Знак Пошани»
- Заслужений діяч науки РРФСР (1974)
- Державна премія СРСР (1977) — «за цикл робіт з проблем теорії права»
- Почесний громадянин Свердловської області (2009)
- Почесна грамота Законодавчих Зборів Свердловської області (22 вересня 2004)[9]
- Почесний професор Уральської державної юридичної академії (1999)
- Орден «Данакер»Орден «Данакер»[ru] (Киргизстан, 27 липня 2004)[10]
- Демидівська преміяru[en] (2010) — «за видатний унесок у створення правових основ сучасної Росії»[11]

### Заохочення Президента Російської Федерації
- Почесна грамота Президента Російської Федерації (12 грудня 2008) — «за активну участь у підготовці проекту Конституції Російської Федерації і великий унесок у розвиток демократичних основ Російської Федерації»[12]
- Подяка Президента Російської Федерації (24 липня 2009) — «за великий унесок у розвиток вітчизняної правової науки, підготовку юридичних кадрів та вдосконалення законодавства Російської Федерації»[13]